# Skriti spomin Angele Vode
Skriti spomin Angele Vode (tudi Angela Vode: Skriti spomin) je slovenska biografska vojna drama iz leta 2009 v režiji Maje Weiss po scenariju Alenke Puhar, Ane Lasić in Maje Weiss, posnet po avtobiografskem romanu Skriti spomin Angele Vode. Film prikazuje usodo učiteljice Angele Vode, ki je preživela nacistično koncentracijsko taborišče in povojne zapore.

## Igralci
- Barbara Babič kot hči Pavle Hočevar
- Ludvik Bagari kot župan
- Vojko Belšak kot revolucionar
- Maja Boh kot Ančka
- Peter Braatz kot Karl Severing
- Jernej Čampelj kot upravnik
- Silva Čušin kot Angela
- Maja Dežman kot zapornica
- Ana Dolinar kot Larina hči
- Valter Dragan kot skrbnik
- Anja Drnovšek kot upravnikova žena
- Mojca Fatur kot Mojca
- Lenca Ferenčak kot Hora
- Mojca Funkl kot Donata
- Uroš Fürst kot komunist
- Teja Glažar kot Pavla Hočevar
- Peter Harl kot policist
- Tjaša Hrovat kot zapornik
- Aljaž Jovanovič kot Ljubo Sirc
- Silvija Jovanovič kot zasliševalec
- Srecko Kermavner kot vratar
- Mirel Knez kot Hildegard Hahn
- Michael Krištof kot Martin
- Magdalena Kropiunig kot starka
- Tamara Matevc kot Valerija
- Klemen Mauhler kot zasliševalec
- Mojca Mavec kot Larisa
- Matevž Muller kot zasliševalec
- Andrej Murenc kot glavi zasliševalec
- Sebastjan Nared kot upravnik zapora
- Sabrina Nolan kot zapornica
- Bernarda Oman kot Lara
- Sasa Pavček kot Ivanka Spindler
- Vanja Plut kot glavni upravnik
- Tina Potočnik kot Mija
- Valentina Praprotnik kot zapornica
- Robert Prebil kot vrhovni sodnik
- Matej Puc kot Američan
- Mateja Pucko kot ministrova tajnica
- Nina Rakovec kot zapornica
- Ema Šabec kot Američanka
- Mojca Simonič kot ženska
- Uroš Smolej kot nacist
- Lotos Šparovec kot uradnik
- Marjan Sticker kot gestapovec
- Nadja Strajnar kot ženska
- Aliash Tepina kot Rejc
- Alexander Tolmaier kot gestapovec
- Ajda Toman kot Jana
- Tadej Toš kot tožilec
- Gaber Trseglav kot komunist
- Domen Valič kot Janez Spindler
- Jette Ostan Vejrup kot Kerstin
- Tina Vrbnjak kot tajnica
- Barbara Žefran kot upravnica